# Aconitum jenisseense
Aconitum jenisseense là một loài thực vật có hoa trong họ Mao lương. Loài này được Polozhij mô tả khoa học đầu tiên năm 1975.